# Almeida Theatre
Pour les articles homonymes, voir Almeida (homonymie).
L’Almeida Theatre est un théâtre de Londres situé dans le borough d'Islington. Il est le siège de la société de production du même nom, qui monte régulièrement des productions dans le West End de Londres et à Broadway.
L'édifice a été bâti en 1837 comme salle de conférence et de lecture pour l'Institut littéraire et scientifique d'Islington. Ses fonctions ont évolué au fil des années, allant du music-hall au local de l'Armée du salut. Menaçant ruine dans les années 1960, il est investi par le metteur en scène Pierre Audi, qui le rénove, le rouvre en 1980 et le spécialise dans les productions d'avant-garde. Se sont ensuite succédé au poste de directeur artistique Jonathan Kent, Ian McDiarmid, Michael Attenborough et depuis 2013 Rupert Goold.

## Productions récentes
Liste non exhaustive.

### Années 1990 - 2000
- 1990 : Scenes From an Execution, Howard Barker
- 1990 : Quand nous nous réveillerons d'entre les morts, Henrik Ibsen
- 1991 : Trahisons, Harold Pinter
- 1993 : The Deep Blue Sea, Terence Rattigan
- 1994 : La Vie de Galilée, Bertolt Brecht
- 1995 : L'Invitée de l'hiver, Sharman Macdonald
- 1996 : Cyrano de Bergerac, Edmond Rostand
- 1997 : Le Revizor, Nicolas Gogol
- 1998 : La Tempête, William Shakespeare
- 1999 : Le Juif de Malte, Christopher Marlowe
- 2000 : Célébration et La Chambre (double production), Harold Pinter

### Années 2010
- 2012 : King Lear, William Shakespeare
- 2013 : Les Revenants, Henrik Ibsen
- 2016 : Orestie, Eschyle
- 2016 : Richard III, William Shakespeare
- 2017 : Hamlet, William Shakespeare